# Lithobates chichicuahutla
Lithobates chichicuahutla es una especie de anfibio anuro de la familia Ranidae. Es endémica de México. Sus hábitats naturales son los lagos de agua dulce. Está amenazada por pérdida de hábitat.